# Frühislamische Zeit in Ägypten
Als frühislamische Zeit bezeichnet man – in Zusammenhang mit Ägypten – die Epoche zwischen der Eroberung des Landes durch die Araber im Jahre 642 und dem Beginn der Fatimiden-Herrschaft am Nil im Jahre 969.

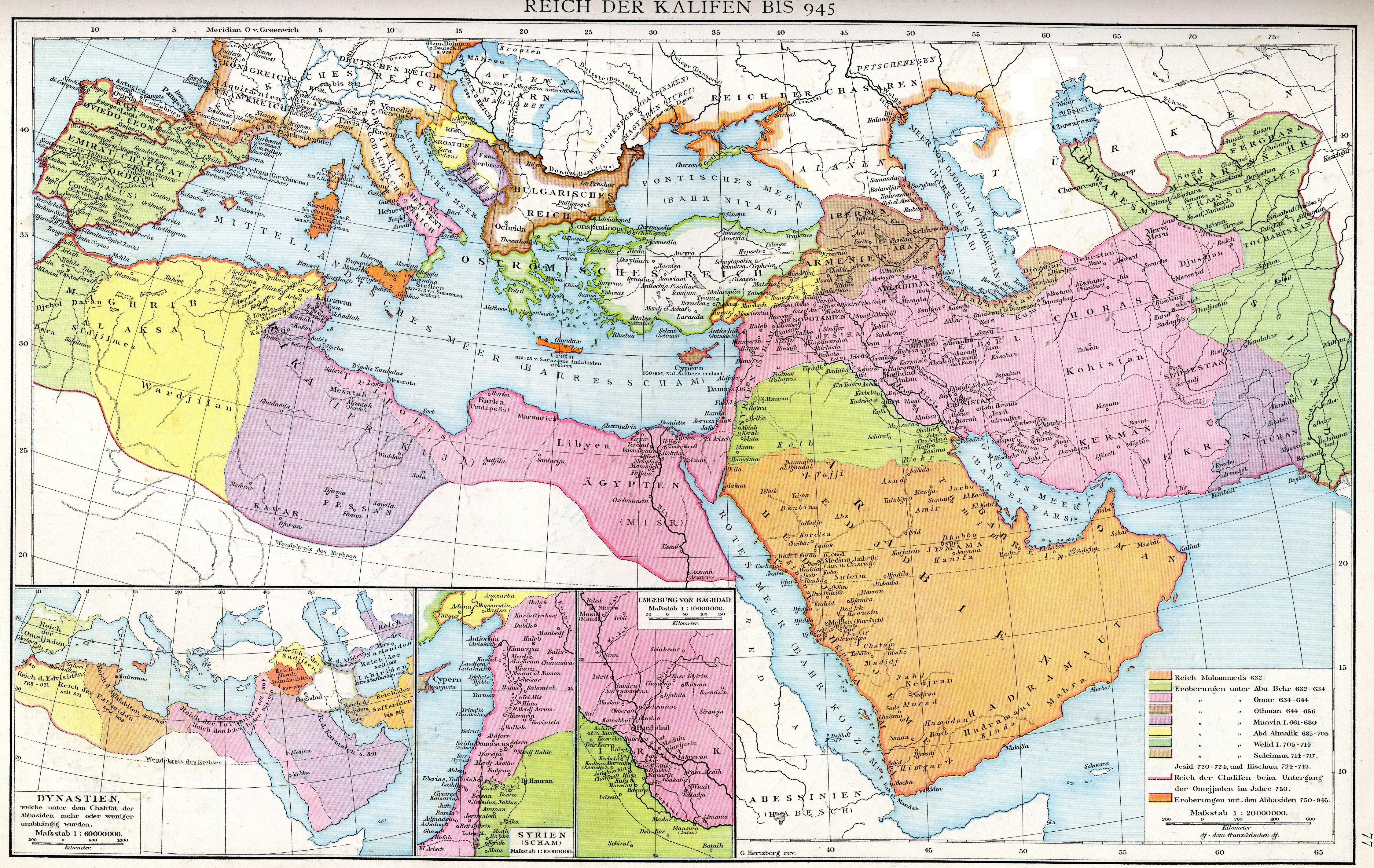
Karte zur islamischen Expansion (aus G. Droysens Historischem Handatlas von 1886)

## Die Eroberung Ägyptens
Nach der Eroberung Syriens durch die muslimischen Araber begannen diese Ende 639, weiter nach Ägypten vorzudringen. Der Kalif Umar entsandte seinen Feldherrn Amr ibn al-As, der bereits Palästina unterworfen hatte und nun mit 9.000 Mann in eine der bedeutendsten Provinzen des Byzantinischen Reiches vordrang (die ägyptischen Kornlieferungen waren für Konstantinopel überlebenswichtig). Das entscheidende Ereignis stellt die Belagerung der Festung Babylon beim alten Heliopolis dar, die den Flussübergang oberhalb des Deltas kontrollierte. Nach ihrer Kapitulation im Jahre 641 wurde fast das ganze Land besetzt, dessen neues, rasch erblühendes Zentrum al-Fustat, Amrs Heerlager bei Babylon, wurde; hier ließ der Eroberer auch die nach ihm benannte erste Moschee Afrikas errichten. Die alte Hauptstadt Alexandria, der Sitz des Patriarchen Kyros (von den Arabern Muqauqis genannt), kapitulierte erst nach Herakleios’ Tod 642, als den Kopten – die während der gesamten frühislamischen Zeit die Bevölkerungsmehrheit stellten – die Religionsfreiheit zugesichert wurde. Byzantinische Versuche, Alexandria vom Meer aus zurückzugewinnen, sollten erfolglos bleiben.

## Frühislamische Zeit
Nach der Eroberung war Ägypten, dessen erster muslimischer Gouverneur Amr bis 644 war, zunächst Ausgangspunkt für weitere arabische Feldzüge in Nordafrika. Während Vorstöße nach Nubien (641, 651) scheiterten und die Unabhängigkeit des dortigen christlichen Reiches Makuria 652 vertraglich anerkannt werden musste (die Grenze blieb bei Assuan), gelang trotz einiger Rückschläge die Eroberung des Maghrebs, der bis 705 auch dem Statthalter von Ägypten unterstand. In der Folgezeit wurde Ägypten erst von den Umayyaden, dann (ab 750) von den Abbasiden beherrscht und war ein wichtiger Stützpunkt für den Kampf um die Seeherrschaft im Mittelmeer mit Byzanz. So eroberten Flüchtlinge aus al-Andalus von Ägypten aus das byzantinische Kreta, wo sie ein eigenes Emirat gründeten.

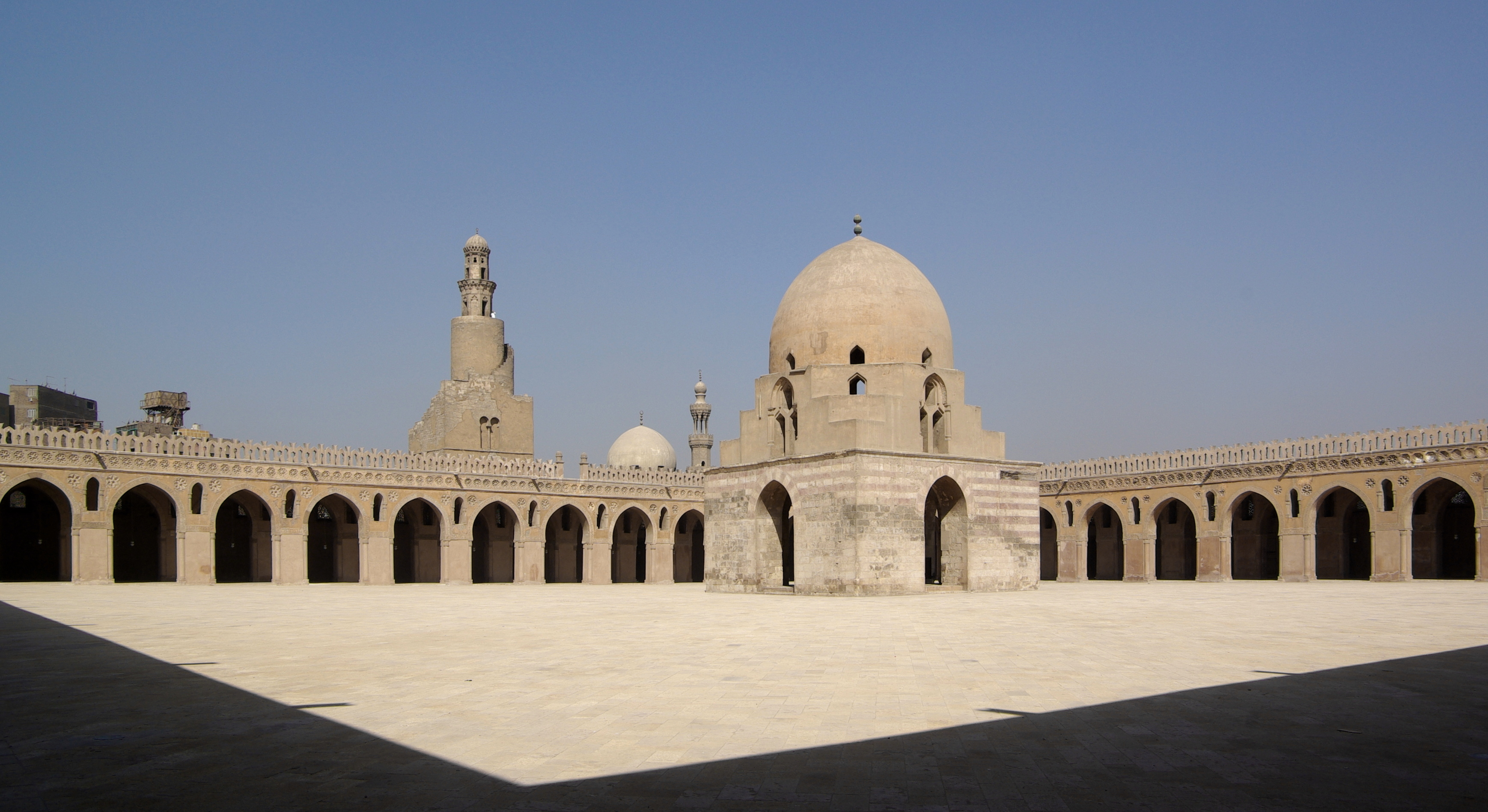
Innenhof und Minarett der Ibn-Tulun-Moschee

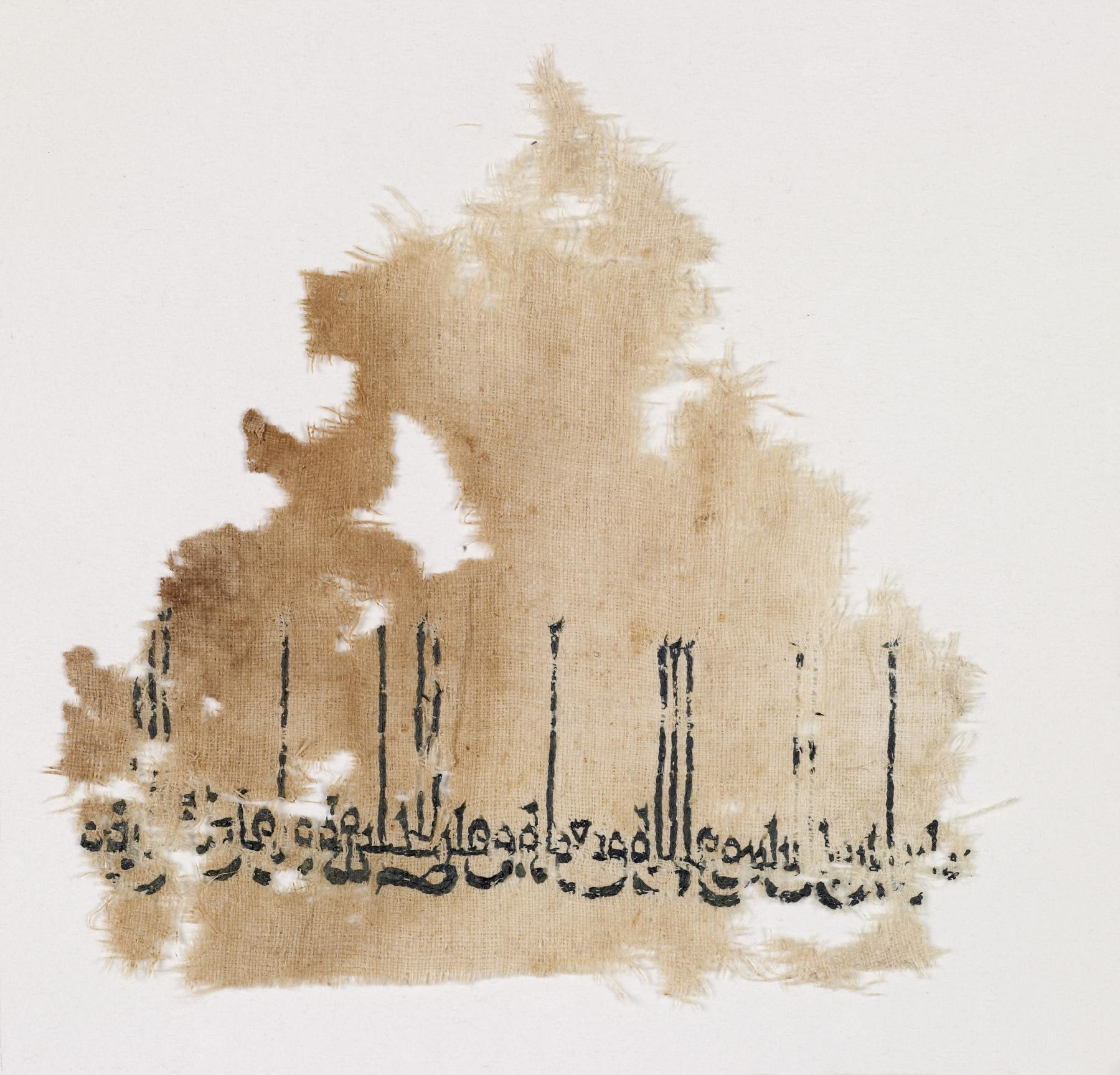
Fragment eines beschrifteten Kleidungsstücks (tiraz), das im frühen 10. Jh. in Ägypten gefertigt wurde

Seit dem 9. Jahrhundert begann sich die Kontrolle der abbasidischen Kalifen über Ägypten zu lockern, nachdem sie türkische Militärs (Mamluken) als Statthalter eingesetzt hatten. So machte sich Ahmad ibn Tulun 868 faktisch vom Kalifat selbständig und gab Ägypten dessen nach Kleopatras Herrschaft verlorene politische Selbstständigkeit zurück. Er organisierte das Land nach seinen Vorstellungen neu und eroberte mit seiner neu geschaffenen Armee sogar die Levante bis zum Taurusgebirge. Al-Fustat wurde in dieser Zeit um ein neues Viertel namens al-Qatai erweitert, von dem heute noch die herausragende Ibn-Tulun-Moschee erhalten ist. Die von Ahmad begründete Dynastie der Tuluniden, deren schillerndster Vertreter sicher Chumarawaih ist, konnte sich zwar nur bis 905 halten, als den Abbasiden die Rückeroberung des Landes gelang, doch errang Ägypten schon 935 erneut seine Unabhängigkeit zurück. Es handelte sich wieder um ein relativ kurzlebiges Fremdregime, das wieder von einem türkischen Kommandeur begründet wurde: Muhammad ibn Tughdsch. Der Ichschid (ein alter zentralasiatischer Adelstitel) nutzte wie Ahmad ibn Tulun die Schwäche des Kalifats aus, um eine eigene Dynastie, die der Ichschididen, zu begründen. Unter ihr wurde eine Flotte aufgebaut, doch musste Nordsyrien an die Hamdaniden abgetreten werden. Indem er als Regent die Künste förderte und z. B. den Dichter al-Mutanabbi an seinen Hof zog, verlieh der abessinische Eunuch Kāfūr der Ichschididen-Herrschaft noch einmal Glanz, bevor die Dynastie von den ismailitischen Fatimiden aus Ifrīqiya angegriffen und schließlich gestürzt wurde. 969 eroberte Dschauhar as-Siqillī Ägypten, woraufhin die Fatimiden-Kalifen das Land zum neuen Zentrum ihres – von den sunnitischen Abbasiden völlig unabhängigen – Großreiches erhoben und nördlich von al-Fustat die Residenzstadt Kairo gründeten. 
Die zunehmende Selbständigkeit Ägyptens wurde auch durch einen Wirtschaftsaufschwung begünstigt. Die Unruhen im abbasidischen Irak führten dazu, dass sich der lukrative Seehandel zwischen Indien und dem Mittelmeerraum seit dem 10. Jahrhundert vom Persischen Golf allmählich wieder ins Rote Meer verlagerte, das so seine alte Vorrangstellung zurückerlangte. Daraus konnten die Herrscher Ägyptens erhebliche Einnahmen erzielen, die ihnen eine unabhängige Politik gegenüber dem Bagdader Kalifat ermöglichten. Davon abgesehen blieb das Land jedoch ganz von seiner vom Nil abhängigen Landwirtschaft geprägt, die traditionell ein hohes Maß an zentraler Planung und Reglung notwendig machte.